# Érico, Duque da Vestmânia
Érico da Suécia e da Noruega, (20 de Abril de 1889 - 20 de Setembro de 1918), foi um príncipe sueco e duque de Vestmânia. Era o filho mais novo do rei Gustavo V da Suécia, e da sua esposa, a princesa Vitória de Baden. Em 1904, Érico foi nomeado Cavaleiro da Ordem do Leão da Noruega pelo seu avô paterno, o rei Óscar II.

## Vida

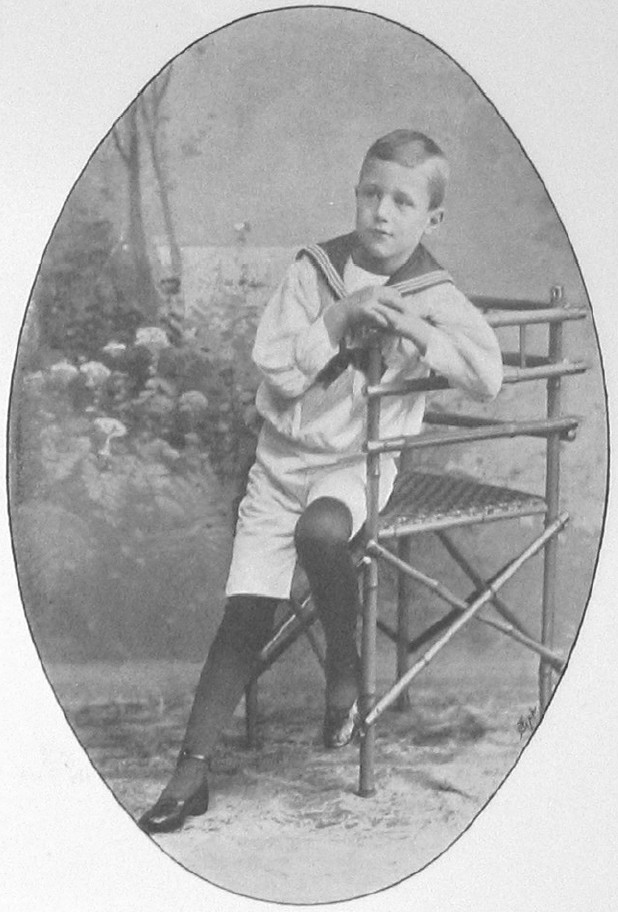
Érico da Suécia quando criança.

O príncipe Érico sofria de epilepsia e tinha algumas dificuldades de aprendizagem. O seu verdadeiro problema de saúde nunca foi divulgado, mas é possível que tenha sofrido um ferimento quando nasceu. Foi descrito como bonito e saudável fisicamente, interessando-se por desporto. Não se conseguia notar o seu problema mental em conversas curtas, mas este tornava-se aparente quando estas demoravam mais tempo.
Devido ao seu problema, o príncipe aparecia muito raramente em público e vivia uma vida calma, longe da vida pública, muito semelhante à vida do príncipe João do Reino Unido. Uma vez que pertencia a uma família real, estava sempre presente nos retratos oficiais, mas não tinha qualquer função oficial. Entre 1907 e 1908 foi construída uma residência para ele, em Djursholm, uma comunidade verde relativamente recente em Estocolmo.
Muitos membros do mesmo pessoal que cuidava de Érico e dos seus irmãos quando eles eram mais novos continuaram a fazê-lo ao longo de sua idade adulta. De duas em duas semanas, o príncipe podia ir até à capital, visitando por vezes a ópera e era apenas durante estas ocasiões que era visto em público, à excepção das fotografias oficiais.

## Morte
Em 1917, Érico queixou-se da sua vida isolada, e decidiu-se que devia ser colocado numa nova residência, mais próxima de Estocolmo. Contudo, o príncipe acabaria por morrer no ano da epedemia da Gripe Espanhola, no Palácio de Drottningholm. Os seus pais não estavam presentes quando Érico morreu o que, segundo livros de memórias oficiais, causou grande desgosto ao seu pai durante os seus últimos anos de vida. A sua mãe, que também tinha uma saúde fraca, e passava parte do ano em Itália, estava no estrangeiro na altura. Os seus irmãos também ficaram muito afectados com a sua morte.
A sua antiga residência em Germaniavägen foi comprada por privados na década de 1960 e actualmente é a residência do embaixador da África do Sul na Suécia.

## Títulos e estilos
- 20 de abril de 1889 - 7 de junho de 1905: Sua Alteza Real o Príncipe Érico da Suécia e Noruega, Duque da Vestmânia.
- 7 de junho de 1905 - 20 de setembro de 1918: Sua Alteza Real o Príncipe Érico da Suécia,  Duque da Vestmânia.

## Genealogia
| Érico da Suécia | Pai: Gustavo V da Suécia | Avô paterno: Óscar II da Suécia   | Bisavô paterno: Óscar I da Suécia          |
| Érico da Suécia | Pai: Gustavo V da Suécia | Avô paterno: Óscar II da Suécia   | Bisavó paterna: Josefina de Leuchtenberg   |
| Érico da Suécia | Pai: Gustavo V da Suécia | Avó paterna: Sofia de Nassau      | Bisavô paterno: Guilherme, Duque de Nassau |
| Érico da Suécia | Pai: Gustavo V da Suécia | Avó paterna: Sofia de Nassau      | Bisavó paterna: Paulina de Württemberg     |
| Érico da Suécia | Mãe: Vitória de Baden    | Avô materno: Frederico I de Baden | Bisavô materno: Leopoldo I de Baden        |
| Érico da Suécia | Mãe: Vitória de Baden    | Avô materno: Frederico I de Baden | Bisavó materna: Sofia da Suécia            |
| Érico da Suécia | Mãe: Vitória de Baden    | Avó materna: Luísa da Prússia     | Bisavô materno: Guilherme I da Alemanha    |
| Érico da Suécia | Mãe: Vitória de Baden    | Avó materna: Luísa da Prússia     | Bisavó materna: Augusta de Saxe-Weimar     |